# Aiguille de Varan
L'aiguille de Varan (ou aiguille de Warens) est un sommet de Haute-Savoie situé dans le désert de Platé, sur la commune de Passy.

## Toponymie
Chez les Celtes, les noms des montagnes avaient souvent un sens religieux. Si Varan est un nom celte, c'est probablement un composé de la racine uer « sur, supérieur » et du suffixe de nom de lieu ou de domaine -ano. Cela donne quelque chose comme le « domaine du très haut ». Dans les religions, il est courant de donner aux dieux des surnoms tels que « le très haut, le tout puissant, le grand ».

## Protection environnementale

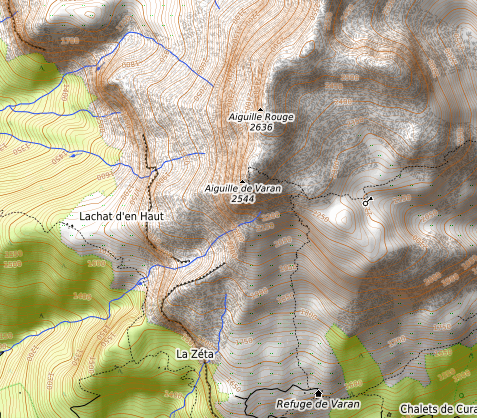
Carte topographique de l'aiguille.

L'aiguille de Varan fait partie de la ZNIEFF de type I, « Tête du Coloney - Désert de Platé », zone naturelle classée sur une surface de 1 297 hectares.

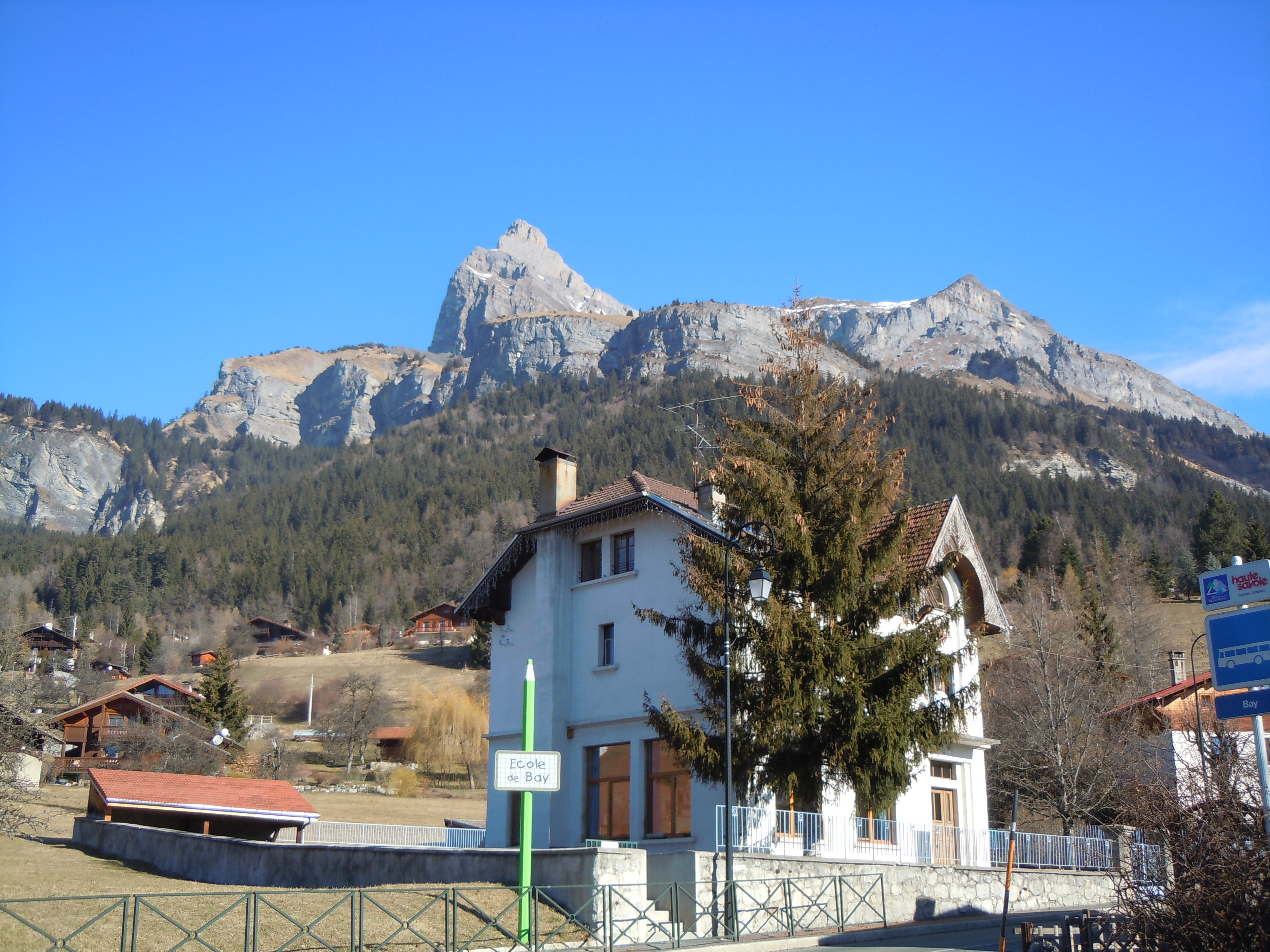
Vue de l'aiguille de Varan depuis le hameau de Bay.
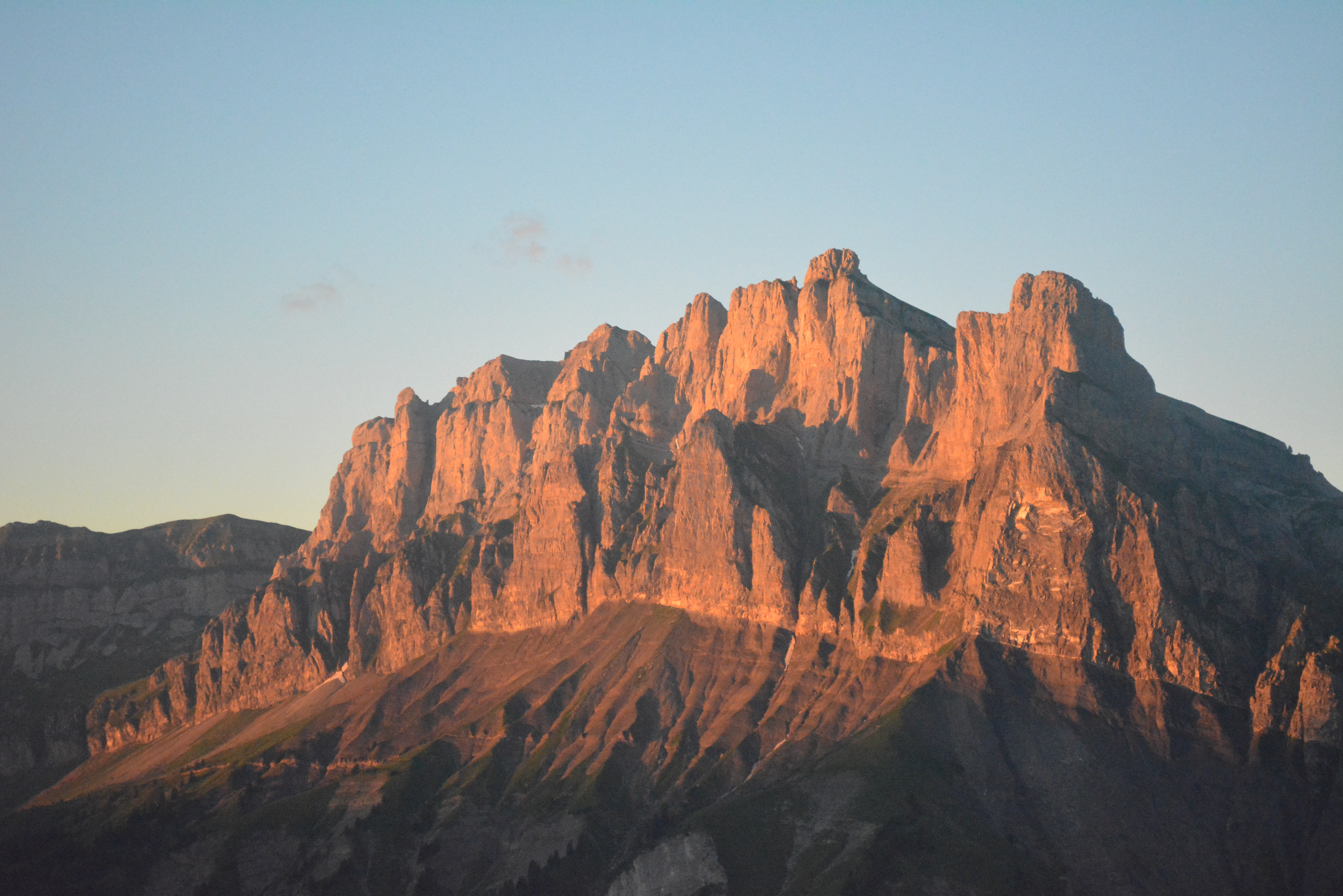
L'aiguille de Varan (le sommet le plus à droite).
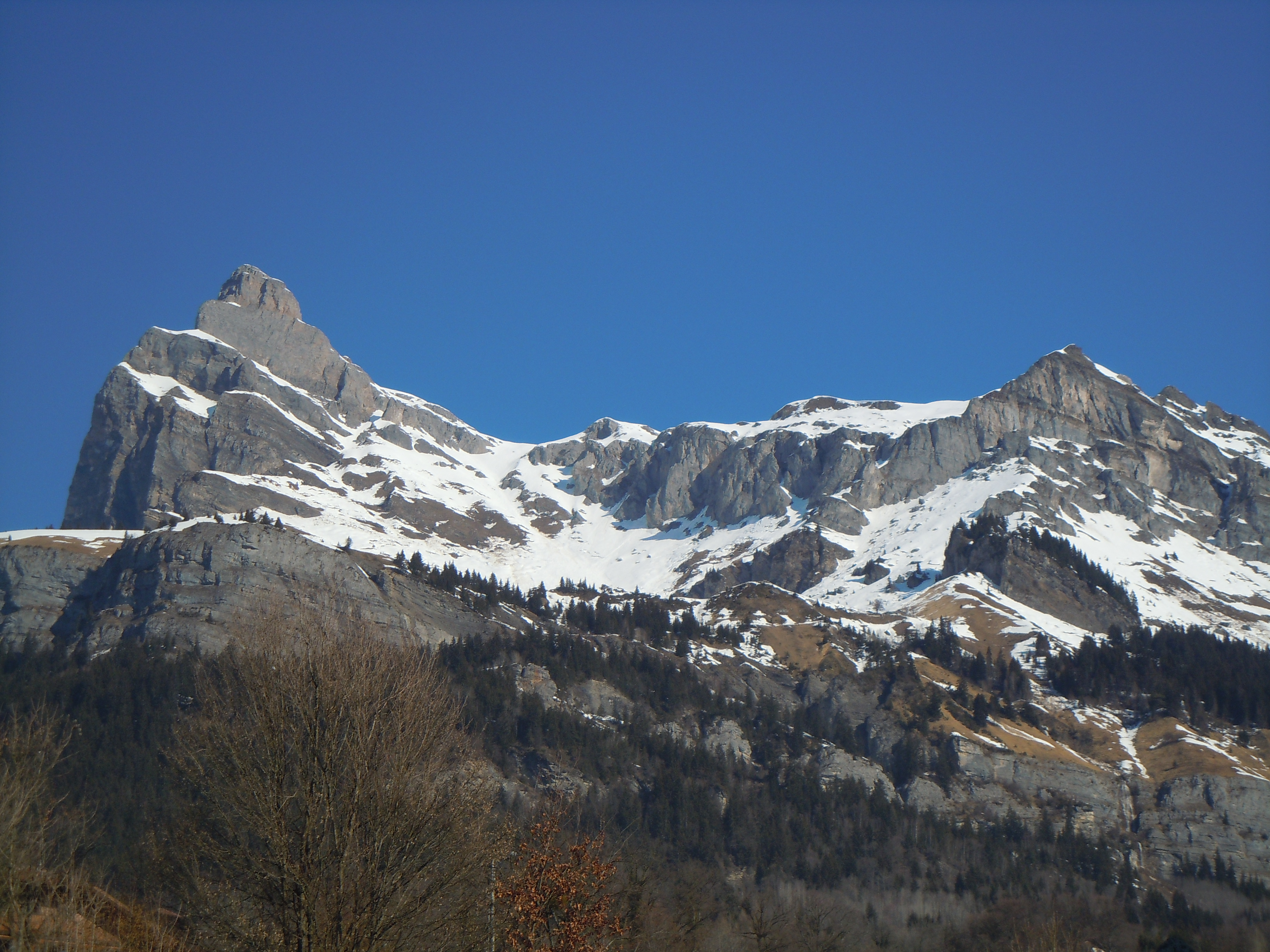
Vue de l'aiguille de Varan depuis Passy.